# Horitzó aparent
En relativitat general, un horitzó aparent és una superfície que fa de límit entre els raigs de llum que es dirigeixen cap a l'exterior i es mouen cap a l'exterior i els que es dirigeixen cap a l'exterior però es mouen cap a l'interior.
Els horitzons aparents no són propietats invariants de l'espai-temps i, en particular, són diferents dels horitzons d'esdeveniments. Dins d'un horitzó aparent, la llum no es mou cap a l'exterior, a diferència del que passa amb l'horitzó d'esdeveniments. En un espai-temps dinàmic, hi pot haver raigs de llum sortints exteriors a un horitzó aparent (però encara interiors a l'horitzó d'esdeveniments). Un horitzó aparent és una noció local del límit d'un forat negre, mentre que un horitzó d'esdeveniments és una noció global.
La noció d'horitzó en la relativitat general és subtil i depèn de distincions molt afinades.

## Definició
La noció d'"horitzó aparent" comença amb la noció d'una superfície nul·la atrapada. Una superfície (compacta, orientable, semblant a l'espai) sempre té dues direccions normals independents, semblants a la llum, que apunten cap endavant en el temps. Per exemple, una esfera (de tipus espacial) en l'espai de Minkowski té vectors de tipus llum que apunten cap a dins i cap a fora al llarg de la direcció radial. En un espai euclidià (és a dir, pla i no afectat pels efectes gravitacionals), els vectors normals semblants a la llum, que apunten cap a dins, convergeixen, mentre que els vectors normals semblants a la llum, que apunten cap a fora, divergeixen. Tanmateix, pot passar que convergeixin tant els vectors normals semblants a la llum que apunten cap a dins com els que apunten cap a fora. En aquest cas, la superfície s'anomena atrapada. L'horitzó aparent és la superfície més externa de totes les superfícies atrapades, també anomenada "superfície marginalment externa atrapada" (habitualment anomenada MOTS pel seu acrònim en anglès).

## Diferències respecte a l'horitzó d'esdeveniments (absolut)
En el context dels forats negres, el terme horitzó d'esdeveniments es refereix gairebé exclusivament a la noció d'"horitzó absolut". Sembla que sorgeix molta confusió sobre les diferències entre un horitzó aparent (AH, d'apparent horizon) i un horitzó d'esdeveniments (EH, d'event horizon). En general, els dos no han de ser iguals. Per exemple, en el cas d'un forat negre pertorbat, l'EH i l'AH generalment no coincideixen sempre que qualsevol dels horitzons fluctuï.
Els horitzons d'esdeveniments poden, en principi, sorgir i evolucionar en regions exactament planes de l'espai-temps, sense cap forat negre a l'interior, si una capa fina de matèria buida i esfèricament simètrica s'està col·lapsant en un espai-temps buit. L'exterior de la closca és una porció de l'espai de Schwarzschild i l'interior de la closca buida és exactament un espai de Minkowski pla. Bob Geroch ha assenyalat que si totes les estrelles de la Via Làctia s'agreguen gradualment cap al Centre Galàctic mantenint les seves distàncies proporcionades entre si, totes cauran dins del seu radi conjunt de Schwarzschild molt abans de ser obligades a xocar.
En la imatge simple del col·lapse estel·lar que condueix a la formació d'un forat negre, un horitzó d'esdeveniments es forma abans d'un horitzó aparent. A mesura que el forat negre s'assenta, els dos horitzons s'acosten i, asimptòticament, es converteixen en la mateixa superfície. Si la condició de curvatura nul·la {\displaystyle R_{\mu \nu }\ell ^{\mu }\ell ^{\nu }\geqslant 0} (on {\displaystyle R_{\mu \nu }} denota el tensor de Ricci i {\displaystyle \ell ^{\mu }}un vector nul) se satisfà, aleshores l'horitzó aparent es troba dins de l'horitzó d'esdeveniments. L'emissió de radiació de Hawking viola la condició d'energia feble i nul·la. En aquest cas, una secció de l'horitzó aparent es troba fora de l'horitzó d'esdeveniments.
Els horitzons aparents depenen del "tallatge" d'un espai-temps. És a dir, la ubicació i fins i tot l'existència d'un horitzó aparent depèn de la manera com l'espai-temps es divideix en espai i temps. Per exemple, és possible tallar la geometria de Schwarzschild de manera que no hi hagi cap horitzó aparent, mai, tot i que sens dubte hi ha un horitzó d'esdeveniments.